# Arnie David Girat
Arnie David Girat (provincie Villa Clara, 26 augustus 1984) is een Cubaanse hink-stap-springer. Hij is het bekendst van het winnen van de wereldtitel op de wereldkampioenschappen voor junioren in 2002. Met een persoonlijk record van 7,70 m bij het verspringen is hij ook een sterk atleet op dat onderdeel. Hij nam driemaal deel aan de Olympische Spelen, maar won hierbij geen medailles.

## Carrière
Zijn eerste succes behaalde Girat in 2002 door bij het hink-stap-springen een gouden medaille te winnen op de WK voor junioren, dat gehouden werd in Santiago. Met een sprong van 16,68 versloeg hij de Chinees Li Yanxi (zilver; 16,66) en de Rus Aleksandr Sergeyev (brons; 16,55).
Een jaar later kwalificeerde hij zich op de wereldkampioenschappen in Parijs met een PR van 17,31 voor de finale. In de finale sprong hij niet verder dan 17,23 en greep hij hierdoor net naast de medailles. Op de Olympische Spelen van 2004 in Athene plaatste hij zich met 16,70 niet voor de finale.
In 2008 won Girat in het Spaanse Valencia met 17,47 een zilveren medaille bij het hink-stap-springen op de wereldindoorkampioenschappen. Het goud ging naar de Brit Phillips Idowu, die 17,75 ver kwam. Later dat jaar won behaalde hij een vierde plaats op de Olympische Spelen in Peking.
Op de Olympische Spelen van 2012 in Londen werd hij uitgeschakeld bij het hink-stap-springen met een beste poging van 16,45.

## Titels
- Wereldjeugdkampioen hink-stap-springen - 2002
- Pan-Amerikaans jeugdkampioen hink-stap-springen - 2003

## Persoonlijke records
Outdoor
| Onderdeel          | Prestatie | Datum            | Plaats |
| ------------------ | --------- | ---------------- | ------ |
| verspringen        | 7,70 m    | 14 februari 2002 | Havana |
| hink-stap-springen | 17,62 m   | 25 april 2009    | Havana |

Indoor
| Onderdeel          | Prestatie | Datum        | Plaats   |
| ------------------ | --------- | ------------ | -------- |
| hink-stap-springen | 17,47 m   | 9 maart 2008 | Valencia |

## Prestaties

### Kampioenschappen
| Jaar | Wedstrijd                  | Plaats     | Resultaat | Onderdeel          | Afstand |
| ---- | -------------------------- | ---------- | --------- | ------------------ | ------- |
| 2001 | WK voor B-junioren         | Debrecen   | 2e        | hink-stap-springen | 16,33 m |
| 2002 | WJK                        | Kingston   | 1e        | hink-stap-springen | 16,68 m |
| 2003 | Pan-Amerikaanse jeugdkamp. | Bridgetown | 1e        | hink-stap-springen | 16,93 m |
| 2003 | Pan-Amerikaanse jeugdkamp. | Bridgetown | 2e        | verspringen        | 7,63 m  |
| 2003 | WK                         | Parijs     | 4e        | Hink-stap-springen | 17,23 m |
| 2004 | Ibero-Amerikaanse kamp.    | Huelva     | 3e        | hink-stap-springen | 17,12 m |
| 2005 | WK                         | Helsinki   | 8e        | hink-stap-springen | 17,09 m |
| 2007 | WK                         | Osaka      | 7e        | hink-stap-springen | 16,91 m |
| 2008 | WK indoor                  | Valencia   | 2e        | hink-stap-springen | 17,47 m |
| 2008 | OS                         | Peking     | 4e        | hink-stap-springen | 17,52 m |
| 2009 | WK                         | Berlijn    | 5e        | hink-stap-springen | 17,26 m |
| 2010 | WK indoor                  | Doha       | 3e        | hink-stap-springen | 17,36 m |

### Golden League-podiumplekken
| Jaar | Wedstrijd         | Plaats      | Resultaat | Onderdeel          | Afstand |
| ---- | ----------------- | ----------- | --------- | ------------------ | ------- |
| 2009 | Meeting Areva     | Saint-Denis | 3e        | hink-stap-springen | 17,07 m |
| 2009 | Weltklasse Zürich | Zürich      | 2e        | hink-stap-springen | 17,31 m |

### Diamond League-podiumplekken
| Jaar | Wedstrijd                       | Plaats      | Resultaat | Onderdeel          | Afstand |
| ---- | ------------------------------- | ----------- | --------- | ------------------ | ------- |
| 2010 | Qatar Athletic Super Grand Prix | Doha        | 2e        | hink-stap-springen | 17,29 m |
| 2010 | Meeting Areva                   | Saint-Denis | 1e        | hink-stap-springen | 17,49 m |
| 2011 | Aviva Birmingham Grand Prix     | Birmingham  | 3e        | hink-stap-springen | 17,08 m |
| 2011 | Herculis                        | Monaco      | 3e        | hink-stap-springen | 17,29 m |